# Joseph Johnson (guvernör)

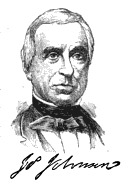
Joseph Johnson

Joseph Johnson, född 19 december 1785 i Orange County, New York, död 27 februari 1877 i Bridgeport, West Virginia, var en amerikansk politiker. Han var ledamot av USA:s representanthus 1823-1827, 1833, 1835-1841 och 1845-1847. Han var guvernör i delstaten Virginia 1852-1855.
Johnson deltog i 1812 års krig. Han blev invald i representanthuset för första gången i kongressvalet 1822 som en anhängare av Andrew Jackson. Han gick senare med i demokraterna, partiet som Jackson grundade.
Johnson efterträdde 1852 John B. Floyd som guvernör i Virginia. Han efterträddes av Henry A. Wise.
Johnsons grav finns på Old Brick Church Cemetery i Bridgeport. Brorsonen Waldo P. Johnson var senator för Missouri i USA:s senat 1861-1862.